# 天河みなせ
天河 みなせ（あまかわ みなせ、1990年4月1日 - ）は、日本のAV女優。LINX所属。

## 略歴・人物
奈良県出身。
趣味・特技は音楽、漫画。
2021年9月、マドンナ専属女優としてAVデビュー。

## 作品

### アダルトDVD
2021年
- もう一度、あの頃のように輝きたい―。 元清涼飲料水CMタレント 天河みなせ 31歳 AV Debut（9月14日、マドンナ）
- 元清涼飲料水CMタレント第2弾!! 夫の上司に犯され続けて7日目、私は理性を失った…。（10月12日、マドンナ）
- 元CMタレント妻第3弾!! 人気シリーズに登場!! 母の友人（11月9日、マドンナ）
- 母をイジメっ子の同級生にNTRれたいじめられっ子の僕（12月14日、マドンナ）

2022年
- 秘湯輪姦 人里離れた辺境の混浴温泉で快楽に溺れゆく美しき人妻―。（1月11日、マドンナ）
- 精力絶倫のデカチン素人男性宅に巷で人気なドスケベ若妻デリヘル嬢を派遣してみたwww（2月15日、チキチキカマー/妄想族）
- 【一流企業で働くエリートOL限定】マジックミラー号 「下着メーカーのモニター調査」と称して生おっぱいをモミモミしながらインタビュー 清純そうな見た目からは想像もつかない超ドえろ発言連発! 敏感な美乳をもみほぐされて激ピストンでイキまくり! 10人中10本番!（5月26日、SODクリエイト）
- ひとづまハメ撮りサーキュレーション 08 性欲、お金、愛情…普通の奥さんの普通じゃない欲望を暴き出す!（8月26日、KANBi）
- 私は排卵日にあなたとセックスした後、義父にも種付けされています… 天河みなせ（8月27日、ビッグモーカル）
- 凄指技の睾丸回春エステfeat.生おっぱいかり首こすりつけ（9月13日、アロマ企画）
- 全裸セラピスト 2（9月20日、アロマ企画）
- 脚を舐め続ける男の勃起したチ○ポを咥えて離さない美脚お姉さま（9月20日、アロマ企画）
- パンティの中にチ○ポを誘導し時々おマ○コにも挿入させてくれるお姉さん2（12月27日、アロマ企画）

2023年
- 人妻のふともも 気持ちよすぎる腿こき 3（2月21日、アロマ企画）

### ネット配信
2022年
- 配信限定 マドンナ専属女優の『リアル』解禁。 MADOOOON!!!! 天河みなせ ハメ撮り（1月4日、マドンナ）
- 【初撮り】【妖艶な佇まい】【張り艶抜群の美尻】色白美肌を紅潮させ敏感に感じちゃうスレンダー美淑女を発掘。四つん這いで膣奥を掻きまわされると、部屋中に喘ぎを轟かせながら堪らず潮を吹いてしまい.. ネットでAV応募→AV体験撮影 1767 みなせ 31歳 パーツモデル（2月27日、シロウトTV）
- 【ガチ美人妻が我慢できず失禁!?】美乳 × 美脚クール妻のスケベなギャップに悶絶必至! 飢えたカラダが乱れまくる!! 『SEXは別に嫌いじゃないです』とか言って、おねだりフェラしちゃうほどのド淫乱! at 神奈川県茅ヶ崎市 茅ヶ崎駅前 みなせ 36歳 結婚6年目（3月3日、KANBi）
- ラグジュTV 1532 勝間優希 31歳 テレビ局関係  3人のセフレを抱えるスレンダー美女が更なる快楽を求めAV出演! ねっとりとした責めに吐息と共に零れる喘ぎ声… 、巨根を秘部の奥へ向かい入れれば、妖艶な表情を浮かべながら快楽に没頭し乱れイク!（3月9日、ラグジュTV）
- 百戦錬磨のナンパ師のヤリ部屋で、連れ込みSEX隠し撮り 244 みなせ 29歳 アプリで知り合ったアラサー女子  スラッとした体に推定Eカップの美巨乳! そして美尻! 落ち着いた雰囲気のアラサー美女とアプリで知り合い連れ込み成功! 薄暗い部屋に響く甘美な喘ぎ声が興奮を誘う!（4月14日、ナンパTV）
- みなせ (hmdnc486)（6月10日、ハメドリネットワークSecondEdition）

2023年
- みなせ（2月21日、パコッター）
- みなせ 2（2月21日、パコッター）
- みなみ (hmdnc618)（6月23日、ハメドリネットワークSecondEdition）